# Вертлинская волость
Вертлинская волость — административно-территориальная единица в составе Клинского уезда Московской губернии Российской империи и РСФСР. Существовала до 1929 года, центром волости было село Вертлинское, а затем село Новое.
Образована в 90-х годах XIX века из части Солнечногорской волости Клинского уезда и отнесена к его 1-му стану.
По данным на 1899 год в селе Вертлинском находилось волостное правление, имелись 1-классная и 2-классная церковно-приходские школы, в деревнях Обушково, Тимоново и погосте Рождественском имелись земские школы. В сельце Гришимово располагалась квартира земского начальника.
В начале 1910-х гг. в селениях Ботино, Мерзлое, Муравьёво, Обушково, Тимоново и Фофаново были земские училища, в селе Зеленино — школа Московского императорского воспитательного дома.
После Октябрьской революции 1917 года в волости была создана сеть сельских советов, которых в 1920 году было 16: Вертлинский, Воробьёвский, Гудинский, Дубининский, Захарьинский, Мерзловский, Мостовский, Мошницкий, Муравьёвский, Обушковский, Рыгинский, Сенежский, Сергеевский, Старо-Станский, Тимоновский и Фофановский.
В период с 1923 по 1927 гг. часть сельсоветов была реорганизована, но затем подверглась обратной реорганизации. Исключение составил лишь Фофановский сельсовет, который с 3-й попытки был реорганизован в Чепринский.
В 1929 году состав сельсоветов выглядел так: Вертлинский, Воробьёвский, Гудинский, Дубининский, Захарьинский, Мерзловский, Мостовский, Мошницкий, Муравьёвский, Обушковский, Рыгинский, Сенежский, Сергеевский, Старо-Станский, Тимоновский и Чепринский.
Согласно Всесоюзной переписи 1926 года численность населения 110 населённых пунктов волости составила 6557 человек (3084 мужчины, 3473 женщины), насчитывалось 1311 хозяйств, среди которых 1196 крестьянских. В селениях Вертлинское, Леонидово, Мерзлово, Новое, Обушково, Тимоново, Трофимово, Чеприно и Рождественский погост имелись школы.
В ходе реформы административно-территориального деления СССР в 1929 году Вертлинская волость была упразднена, а её территория разделена между Солнечногорским и Дмитровским районами Московского округа Московской области.